# 姫野みなみ
姫野 みなみ（ひめの みなみ、1997年11月10日 - ）は、日本のグラビアアイドル、タレント。東京都出身。アルファベットプロモーション所属。

## 略歴
2021年4月、竹書房から『清純博覧会』を発売し、グラビアデビュー。
2022年7月から「ハイブリッドアナウンサー姫野みなみの『一緒にstudy』」（伊那ケーブルテレビ）の放送が開始。

## 人物
- 趣味は乗馬（15年以上）、歌舞伎鑑賞、モータースポーツ観戦、ファッション、お酒全般（クラフトビール屋さん巡り）[1]。
- 特技は中国語、スキューバーダイビング、着物（着付け師免許教授）[1]。
- 中山競馬場・ウィナーズレディの活動[5]とともに、2023年にけがにより一度も競走馬として出走しないまま引退した「トキメキシオン」の馬主となる[6]。同年、ブリュードッグのCMに起用される[7][8]。

## 作品

### イメージビデオ
- 清純博覧会（2021年4月23日、竹書房）[9]
- 清純の女神が舞い降りた！（2021年10月22日、イーネット・フロンティア）[10][11]
- 清純の極み（2022年2月25日、スパイスビジュアル）[12][13]
- ひめのたわむれ（2022年8月23日、エアーコントロール）[14][15]
- 彼女の名は清純（2024年1月26日、竹書房）[16][17]
- ひみつの姫野さん（2024年5月20日、ラインコミュニケーションズ）[18][19]
- My Sweet Princess（2024年10月30日、スパイスビジュアル）[20][21]
- vs仮想エロス（2025年6月24日、エアーコントロール）[22][23]

### デジタル写真集
- ノスタルジア（2021年7月2日、竹書房）
- 清廉（2021年7月2日、竹書房）
- RQ-LABOデジタル写真集（パートナーシステム）
  - OL制服1+ビキニ水着（2022年2月4日）
  - 私服1+ビキニ水着（2022年2月14日）
  - OL制服2+水着（2022年2月23日）
  - 私服2+ビキニ水着（2022年3月7日）
  - OL制服3+ビキニ水着（2022年3月18日）
  - 私服3+ビキニ水着（2022年3月30日）
- 清純の極み（スパイスビジュアル）
  - 〜Ver.1〜（2022年5月23日）
  - 〜Ver.2〜（2022年5月25日）
- Kiss You（2022年6月24日、スパイスビジュアル）
- 清純ビーナス（2022年8月2日、イーネット・フロンティア）
- 清純フィロソフィー（2022年8月2日、イーネット・フロンティア）
- 清純リグレット（2022年8月3日、イーネット・フロンティア）

## 出演

### テレビ
- ハイブリッドアナウンサー姫野みなみの「一緒にstudy」（2022年7月 - 2023年6月、伊那ケーブルテレビ）
- 鎧美女 #110（2024年9月25日〈24日深夜〉、フジテレビONE）- 甲冑：真田昌幸[24]

### CM
- BrewDog Japan CM（2023年）[7][8]